# François Thévenot (artiste)
Pour les articles homonymes, voir François Thévenot et Thévenot.
Arthur François Thévenot (Paris, 29 décembre 1856 - Bourron-Marlotte, 18 mars 1943) est un artiste peintre et illustrateur français.

## Biographie
Né rue d'Orsel à Paris, Thévenot entre à l'école nationale des Beaux-Arts et suit les cours d'Émile Bin et de Justin Lequien fils. Il commence à exposer au Salon des artistes français en 1880, des peintures, qui représentent des portraits et des scènes de genre. Il reçoit une médaille de 3e classe en 1883 et de 2e classe en 1891 ; il passe hors-concours. Il est membre de la Société nationale des beaux-arts et de la Société des pastellistes français. En 1909, toujours exposant au salon de la SNBA, il habite au 8 de l'avenue Frochot ; il est nommé cette année-là chevalier de la Légion d'honneur, avec comme parrain Charles Léandre.
Marié et père d'un fils, le peintre se retire souvent à Bourron-Marlotte où il possède un atelier. Il y peint de nombreux paysages de la région de Nemours, qu'il fréquente depuis sa jeunesse.
Il eut entre autres comme élève Camille Carlier et Julien Chappée.

## Œuvre

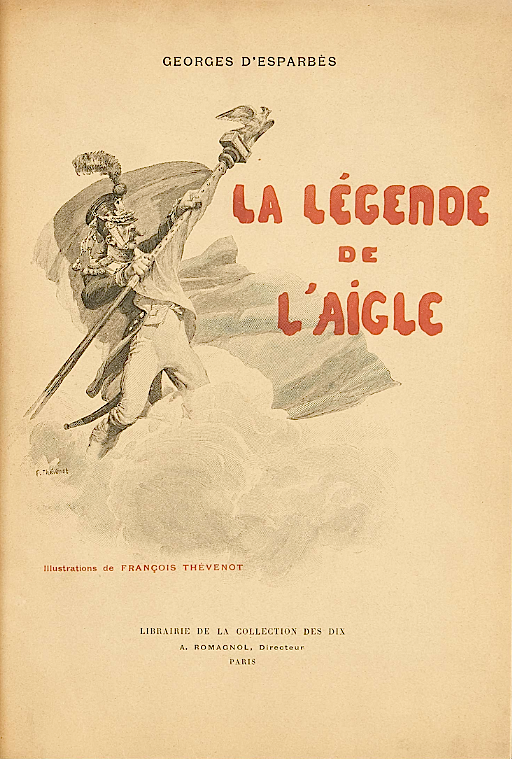
Couverte de La Légende de l'Aigle de Georges d'Esparbès (1901), illustration de François Thévenot.

### Conservation
- Croquis d'étude, ENSBA
- Madame Gelhay ou La tasse de thé, pastel, 1887, Château-Musée de Nemours[5]
- Portrait d'un ecclésiastique en buste, pastel sur toile, 1897, musée d'Orsay[6]
- L'arrivée de Blériot sur la falaise de Douvres en Angleterre, huile sur toile, 1910, Conservatoire national des arts et métiers
- La Beauté se découvrant aux arts ; Vue générale, peinture sur plafond, Limoges, Préfecture

### Ouvrages illustrés
Associé à des ouvrages de bibliophilie, Thévenot a illustré :
- Émile Zola, Une page d'amour, dessins gravés par Louis Muller, É. Testard, 1895.
- Guy de Maupassant, Boule de Suif, dessins gravés par Romagnol, Armand Magnier, 1897.
- Edmond Rostand, Cyrano de Bergerac, dessins avec Adrien Moreau, Charles Léandre, Paul Albert Laurens, Albert Besnard et François Flameng gravés par Romagnol, Armand Magnier, 1899.
- Georges d'Esparbès, La Légende de l'Aigle, poème épique en vingt contes, illustrations, A. Romagnol, 1901.
- Léon Hennique, Minnie Brandon, compositions illustrées, A. Romagnol, 1907.